# 4e régiment d'infanterie (États-Unis)
Pour les articles homonymes, voir 4e régiment d'infanterie.
Le 4e régiment d'infanterie des États-Unis  est un régiment de l'armée américaine créé en 1812, désactivé en 1947, puis recréé en 1948.